# Leporillus conditor
Leporillus conditor é uma espécie de roedor da família Muridae.
Apenas pode ser encontrada na Austrália.
Os seus habitats naturais são: savanas áridas.